# Хелмут фон Молтке Старији
Хелмут Карл Бернард Граф фон Молтке Старији (26. октобар 1800—24. април 1891.) је био немачки (пруски) фелдмаршал. Његов синовац био је Хелмут фон Молтке Млађи, начелник немачког Генералштаба током Првог светског рата.

## Биографија
Рођен је 1800. године у Пархиму у војводству Мекленбург, тада делу Светог римског царства. Од 1819. године официр је у данској војсци, а од 1822. године прелази у пруску војску. После завршене Ратне школе (1826), био је наставник у једној дивизијској школи. Прелази затим у Топографски биро, а 1833. године у Генералштаб. Године 1835. одлази у Истанбул где уз одобрење своје владе остаје четири године као инструктор турске војске. Прва ратна искуства стиче у Другом османско-египатском рату, вођеном од 1838. до 1840. године између Мухамеда-Алија и његовог сина Ибрахима и султана. Учествује у одсудној бици код Незиба 1839. године. Након рата се враћа у Пруску и пише о ратним искуствима у рату династије Мухамед Али. Пише и о Руско-турском рату и Источном питању. Истиче значај железнице. Полемише са Адолфом Тјером о западној немачкој граници, тражећи Алзас и Лорен. Од 1851. године је пуковник, а 1855. године постављен је за првог ађутанта принца Фридриха Вилхелма, касније Фридриха III, који га две године касније унапређује у генерал-мајора и поставља за начелника генералштаба.
На новом положају Молтке настоји да будуће начелнике генералштаба и команданте што боље припреми за сналажење у свим ратним ситуацијама. Упоредо је студирао све ратне случајеве у којима би се Пруска могла наћи. У духу Бизмаркове политике, са министром рата Албрехтом Роном, Молтке видно учествује у јачању војске спремајући се да оружјем успостави пруску превласт у немачком свету. Његов ратни план за напад на Данску предвиђао је уништење данске војске. Међутим, фелдмаршал Врангел није се придржавао тог плана. Молтке ступа у акцију тек пред крај рата, као начелник штаба савезничке војске. Његове директиве, у којима се одлуци потчињених остављају детаљи извођења, постаће узор у техници заповедања.
У Аустријско-пруском рату (1866) смело концентрише све снаге против Аустрије и умешно користи надмоћнију пруску војну организацију и повољнију железничку мрежу. Пошто је издејствовао да се краљеве оперативне одлуке преносе само преко начелника Генералштаба, а не преко минитра рата (као што је то било раније) практично је добио слободне руке при извођењу ратних операција. Молтке је врло вешто довео пруске снаге на бојиште код Кенингреца и створио им повољне услове за битку. Он је више био организатор операције него војсковођа; више начелник штаба него командант.
У припреми Француско-пруског рата (1870—1871) Молтке велику пажњу посвећује убрзању мобилизације и концентрације, при чему главну улогу играју железнице чије је мреже подешавао ратним плановима. Железницу нико пре њега није толико успешно ставио у службу стратегије, нити толико уско повезао са ратом. Из овог рата Молтке се вратио као гроф и фелдмаршал. На челу немачког Генералштаба остао је до 1888. године.

## Дела
Молткеова војна књижевна заоставштина је веома велика. Издао ју је немачки Генералштаб у четири групе:
- Војна кореспонденција у 4 дела (Берлин, 1892-1902)
- Делатност као начелника Генералштаба у миру у 3 дела (Берлин, 1892-1906)
- Војноисторијски радови у 3 дела (Берлин, 1893-1904)
- О ратној вештини у 3 дела (Берлин, 1911-1912)